# Princess Tutu
Princess Tutu (プリンセスチュチュ, Purinsesu Chuchu) é uma série animada japonesa (Anime) do gênero garotas mágicas criada em 2002 por Ikuko Ito e dirigida por Junichi Sato e Shōgo Kōmoto, com produção do estúdio de animação Hal Film Maker.[carece de fontes?]
A história contém vários elementos de peças de balé clássico (inclusive várias de suas músicas) e de contos de fada, principalmente "O Patinho Feio" e "O Lago dos Cisnes", além de abordar a criação de histórias em geral.
O anime conta com 26 episódios, divido em duas partes: Capítulo do Ovo e Capítulo da Patinha.
A obra foi posteriormente adaptada em dois volumes de mangá.[carece de fontes?]

## Enredo
Tudo começa quando um escritor falece antes de completar sua última história, O Príncipe e o Corvo. Presos numa batalha sem fim, seus personagens escapam do livro. Para deter o corvo, o príncipe sacrifica seu coração - o que alegra o falecido autor.
Ahiru (あ ひ る, literalmente "Pata") é uma pata que, após ver um príncipe dançando solitário e triste no lago, deseja também dançar e trazer felicidade ao mesmo. O misterioso Drosselmeyer, a que tudo observa, dá para Ahiru um pingente que a transforma em uma garota humana e em Princesa Tutu, uma elegante bailarina mágica com a missão de restaurar o coração do jovem príncipe Mytho.
Ahiru entra para a escola de balé onde Mytho estuda para conhecê-lo e para procurar os fragmentos de seu coração, mas muitos obstáculos aparecem pelo caminho. Ela conhece a talentosa Rue (que é apaixonada por Mytho) e o taciturno Fakir (amigo de infância dele), que não querem que ela se aproxime do garoto. Para complicar, Rue se transforma em Princesa Kraehe, rival de Tutu.
Além disso, o príncipe não é o único na cidade que está em apuros, mas Tutu está sempre disposta a ajudar. Muitos mistérios e eventos estranhos ocorrem por ali mas poucos parecem notar, e aos poucos se revela o passado dos personagens e sua ligação com o Príncipe e o Corvo. Ahiru e os outros precisam lutar contra o trágico destino traçado para eles por Drosselmeyer, que escreveu a história e deseja ver o seu fim.